# Parafia Świętych Apostołów Piotra i Pawła w Międzyrzecu Podlaskim
Parafia Świętych Apostołów Piotra i Pawła w Międzyrzecu Podlaskim – rzymskokatolicka parafia w Międzyrzecu Podlaskim należąca do  diecezji siedleckiej.

## Zasięg parafii
Do parafii należą wierni z Międzyrzeca Podlaskiego (ulice: Chabrowa, Jelnicka, Lubelska (część), Listopadowa, Narutowicza, Niecała, 3 Maja (część), Podrzeczna i Radzyńska).